# Faroeste Caboclo
«Faroeste Caboclo» es una canción compuesta por Renato Russo en 1979 y lanzada por su grupo Legión Urbana en el álbum Que País E Este en 1987. Se convirtió en el primer sencillo promocional en 1988. Por motivos de censura, hubo la necesidad de editar la canción para la aprobación por la censura federal. En 2013, la canción ganó una adaptación cinematográfica, dirigida por René Sampaio y con guion de Victor Atherino.

## Historia
La canción fue compuesta en 1979, en la llamada fase "Trovador Solitario" de Renato Russo.
En una entrevista a Leoni, Renato Russo revela que escribió la música en dos tardes y que el guion fue improvisado, escribiendo los versos siguientes tomando en cuenta las rimas a ser hechas con los versos anteriores. El propio compositor, sin embargo, entiende que la trama tiene fallas, como no explicar por qué Juan acepta ir en el lugar del vaquero a Brasilia o porque María Lucia se casó con Jeremías.
En la entrevista concedida en 2004, Flávio Lemos, bajista de la banda Capital Inicial y excompañero de banda de Renato Russo en el Aborto Eléctrico, en la entrevista concedida en 2004, dice que la música se refiere a una situación ocurrida entre él y Ruso:

"Estaba en Río de Janeiro, en la Isla del Gobernador, en la casa de la tía del Renato. A él le gustaba una prima de él, Mariana, y yo sabía, pero no rodaba nada entre los dos. Fuimos a Búzios, toda la clase, menos el Renato. Y yo me quedé con la prima de él, trancé con ella. Fue mi primera vez, yo era virgen. La niña regresó antes a casa y contó la historia a todo el mundo. Cuando volví a la Isla él ya sabía, y consideró eso una traición. Llegué de madrugada, había viajado toda la noche, y él me despertó bien cedido, yo estaba muriendo de sueño. Renato había pasado toda la noche escribiendo la música. Él me dijo que yo era Jeremías, el maconcillo, el no vergüenza. Y él era el Santo Cristo - mira el nombre que él se dio a sí mismo! Y la prima era María Lúcia. Renato creó un épico con esa historia. Y, continuamos siendo amigos después. Puede aparecer alguien que contesta, pero es la más pura verdad.".

Ruso, sin embargo, en una entrevista de 1988, dijo que la música es completamente ficticia, y explica su argumento:

"Mira, un conductor de taxi me dijo que era la historia de su hermano. Hay otros que dicen que conocí un cierto marginal y hice la música. Y no lo es. La música es completamente ficticia. Y es gracioso, porque el Juan de Santo Cristo es un chico de clase media y la gente, parece, no lo perciben. Él era hijo de granjero y su padre fue asesinado. Él va al reformatorio porque no tiene a nadie para cuidar de él. Mataron prácticamente a toda su familia y, por eso, es liberado.

La inspiración para Renato Russo, según el propio autor, fue "Hurricane", canción de Bob Dylan presente en el álbum Desire, de 1976, y que cuenta la historia del boxeador Rubin Carter. Todavía en sus inspiraciones, el compositor cita "Domingo no parque" (1968), Gilberto Gil, Raul Seixas y la tradición oral del pueblo brasileño.

## Sinopsis de la canción
Narra la historia de Juan de Santo Cristo, que, al ver a toda su familia muerta, se rebela y va a Salvador. Al llegar, encuentra un vaquero o Ganadero que va a Brasilia pero que le pide a Juan ir en su lugar. Él va y comienza una nueva vida allí. Pero, ante dificultades económicas, se vuelve traficante, siguiendo los pasos de un peruano llamado Pablo. Posteriormente, él intenta redimir al enamorarse de una mujer llamada María Lucía. Al verse, sin embargo, amenazado por un hombre rico e influyente, decide trabajar en el contrabando de productos bolivianos para armarse, distanciándose y María Lucía y pasando a vivir en Planaltina. Al volver a ver a su amada, ve que un traficante rival, Jeremías, que casó y embarazó a María Lucía; Juan, entonces, decide marcar un duelo con él en Ceilândia, y acaba muriendo llevando un tiro por la espalda. Todavía agonizando, recibe su arma de María Lucía y da cinco tiros en Jeremías. María Lucia, arrepentida, se mata.
La canción tiene 168 versos. Según el periodista e historiador Marcelo Fróes, en el manuscrito original con la letra de "Faroeste Caboclo" había una anotación de Renato diciendo que imaginaba la música como un baião (género música del Nordeste brasileño) del cantado por Luis Gonzaga.
"En el minuto 9.03, la canción tiene una duración inusual, pero otras dos composiciones de Renato son aún más extensas: "Metal contra as Nuvens" (11 min 22 s) y" Clarisse "(10 min 32 s). la grabación original, la canción tiene un ritmo moderado, con un tiempo de 180 bpm y se ejecuta en la tonalidad de mayor.
La canción fue censurada, junto con "Conexión Amazónica", del mismo disco. "Faroeste" fue censurada por la presencia de palabras sucias, en cuanto "Conexión" a causa de la temática, ya que hablaba sobre el tráfico de drogas. Pero en "Faroeste", se realizó una edición de censura donde se colocó una señal sonora sobre el lenguaje soez. Con esto, la canción fue lanzado a la radio. Otras estaciones de radio han elegido para realizar ediciones, tales como FM 89, que hizo una edición de 8 min 49 s para eliminar las malas palabras. A pesar de esto, la canción fue un gran éxito y fue muy escuchada, en 1988

## Legado
En la actualidad, la canción es una de las más recordadas y representativa de la banda Legião Urbana, estando en todas las colecciones y álbumes en vivo de ella. En el álbum "Renato Russo - Una Celebración, de 2006, y por la banda Tianastácia en el álbum Tianastácia en el País de las Maravillas de 2009.

## Pistas
Todas las canciones escritas y compuestas por Renato Russo
- 12 "PROMO (EMI 9951 084)[7]

| Número | Versión Editada RPM                          | Duración     |
| ------ | -------------------------------------------- | ------------ |
| 1      | Faroeste Caboclo (Versión Editada)" (33 RPM) | 9:05 minutos |
| 2      | Faroeste Caboclo (Versión Editada)" (45 RPM) | 9:05 minutos |

La suma de la duración de ambas versiones son 18 minutos con 10 segundos.